# 2 Cool 4 Skool / O!RUL8,2?
Albums de BTS
Skool Luv Affair
(2014) Dark & Wild
(2014)
2 Cool 4 Skool / O!RUL8,2? est la première compilation japonaise du boys band sud-coréen BTS sorti le 23 avril 2014.
Bien que reprenant les versions coréennes des titres de 2 Cool 4 Skool et O!RUL8,2?, cette compilation est vendue uniquement au Japon.

## Liste des pistes
| 1. | Intro: 2 Cool 4 Skool (featuring DJ Friz) |                                                                        | Supreme Boi | 1:03 |
| 2. | We Are Bulletproof Pt.2                   | Pdogg, "Hitman" Bang, Supreme Boi, Rap Monster, Suga, Jungkook, J-Hope | Pdogg       | 3:45 |
| 3. | Skit: Circle Room Talk                    |                                                                        | Pdogg       | 2:11 |
| 4. | No More Dream                             | Pdogg, "Hitman" Bang, Rap Monster, Suga, J-Hope, Supreme Boi, Jungkook | Pdogg       | 3:42 |
| 5. | Interlude                                 |                                                                        | Slow Rabbit | 0:52 |
| 6. | チョアヨ                                  | Slow Rabbit, Rap Monster, Suga, J-Hope                                 | Slow Rabbit | 3:51 |
| 7. | Outro: Circle Room Cypher                 |                                                                        | Pdogg       | 3:49 |

| 1.  | Intro: O!RUL8,2?     | Pdogg, Rap Monster                                          | Pdogg              | 1:11 |
| 2.  | N.O                  | Pdogg, "Hitman" Bang, Rap Monster, Suga, Supreme Boi        | Pdogg              | 3:30 |
| 3.  | We On                | Pdogg, Rap Monster, Suga, J-Hope                            | Pdogg              | 3:51 |
| 4.  | Skit: R U Happy Now? |                                                             | Pdogg              | 2:28 |
| 5.  | If I Ruled The World | Pdogg, Rap Monster, Suga, J-Hope                            | Pdogg              | 4:07 |
| 6.  | Coffee               | Urban Zakapa, Pdogg, Slow Rabbit, Rap Monster, Suga, J-Hope | Pdogg, Slow Rabbit | 4:20 |
| 7.  | BTS Cypher Pt.1      | Supreme Boi, Rap Monster, Suga, J-Hope                      | Supreme Boi        | 2:11 |
| 8.  | 進撃の防弾           | Pdogg, Rap Monster, Suga, J-Hope, Supreme Boi               | Pdogg              | 4:07 |
| 9.  | 八道江山             | Pdogg, Rap Monster, Suga, J-Hope                            | Pdogg              | 3:25 |
| 10. | Outro: Luv In Skool  | Slow Rabbit, Pdogg                                          | Slow Rabbit, Pdogg | 1:26 |

| 1. | No More Dream           |  |  | 3:59 |
| 2. | We Are Bulletproof Pt.2 |  |  | 3:52 |
| 3. | N.O                     |  |  | 4:02 |

## Historique de sortie
| Pays  | Date          | Format     | Label       |
| ----- | ------------- | ---------- | ----------- |
| Japon | 23 avril 2014 | 2 CD + DVD | Pony Canyon |